# Birkesjön
Birkesjön är en sjö i Tingsryds kommun i Småland och ingår i Mieåns huvudavrinningsområde. Sjön har en area på 0,113 kvadratkilometer och ligger 116 meter över havet.

## Delavrinningsområde
Birkesjön ingår i det delavrinningsområde (625232-144087) som SMHI kallar för Utloppet av Mien. Medelhöjden är 108 meter över havet och ytan är 53,96 kvadratkilometer. Räknas de 7 avrinningsområdena uppströms in blir den ackumulerade arean 173,51 kvadratkilometer. Avrinningsområdets utflöde Mieån mynnar i havet. Avrinningsområdet består mestadels av skog (42 procent) och öppen mark (11 procent). Avrinningsområdet har 20,51 kvadratkilometer vattenytor vilket ger det en sjöprocent på 38 procent.